# Joslyn Barnes
Joslyn Barnes é um cineasta e produtor estadunidense. Foi indicado ao Oscar de melhor documentário de longa-metragem na edição de 2018 pelo trabalho na obra Strong Island.

## Filmografia
- 2018: Aquarela
- 2018: Hale County This Morning, This Evening
- 2018: Angels Are Made of Light
- 2017: Sollers Point
- 2017: That Summer
- 2017: This Is Congo
- 2017: Zama
- 2017: The Maribor Uprisings
- 2017: House in the Fields
- 2017: Strong Island
- 2016: The Strange Eyes of Dr. Myes
- 2016: White Sun
- 2016: Shadow World
- 2016: Cameraperson
- 2015: This Changes Everything
- 2015: Incorruptible
- 2015: Cemetery of Splendor
- 2015: The Strange Eyes of Dr. Myes
- 2014: Life Is Sacred
- 2014: The Narrow Frame of Midnight
- 2014: Concerning Violence
- 2013: For Those Who Can Tell No Tales
- 2012: Independent Lens
- 2013: The Welcome Table Project
- 2012: Highway
- 2012: The House I Live In
- 2012: Shenandoah
- 2011: Dum Maaro Dum
- 2011: The Black Power Mixtape 1967-1975
- 2011: American Experience
- 2010: The Disappearance of McKinley Nolan
- 2010: Uncle Boonmee Who Can Recall His Past Lives
- 2009: The Time that Remains
- 2009: Soundtrack for a Revolution
- 2008: Salt of This Sea
- 2008: Africa Unite: A Celebration of Bob Marley's 60th Birthday
- 2008: Trouble the Water
- 2006: Bamako
- 2000: Bàttu